# 오일러 벽돌

오일러 벽돌(위 그림)에서 a, b, c는 모서리이고 d, e, f는 면대각선이다.

기하학에서 오일러 벽돌(영어: Euler brick) 또는 오일러 직육면체(영어: Euler cuboid)는 모서리와 면대각선의 길이가 모두 자연수인 직육면체이다. 원시 오일러 벽돌(영어: primitive Euler brick)란 모서리의 길이가 서로소인 오일러 벽돌이다. 완벽한 오일러 벽돌(영어: perfect Euler brick)은 입체대각선의 길이가 자연수인 오일러 벽돌이며, 아직 발견되지 않았다.

## 정의
오일러 벽돌의 각 선분의 길이는 다음의 디오판토스 방정식을 푸는 것과 같다.
{\displaystyle {\begin{cases}a^{2}+b^{2}=d^{2}\\a^{2}+c^{2}=e^{2}\\b^{2}+c^{2}=f^{2}\end{cases}}}
{\displaystyle a}, {\displaystyle b}, {\displaystyle c}는 모서리의 길이이고 {\displaystyle d}, {\displaystyle e}, {\displaystyle f}는 면대각선의 길이이다.

## 성질
- {\displaystyle (a,b,c)}가 오일러 벽돌의 모서리의 길이라면 임의의 {\displaystyle k}에 대해 {\displaystyle (ka,kb,kc)}도 오일러 벽돌의 모서리의 해가 된다. 따라서 오일러 벽돌의 유리수해는 정수해로 바꿀 수 있다. 또 {\displaystyle (a,b,c)}가 오일러 벽돌의 모서리의 길이라면 {\displaystyle (ab,bc,ca)}도 오일러 벽돌의 모서리의 해가 된다.[1]:106쪽
- 오일러 벽돌의 적어도 두 모서리는 3의 배수이다.[1]:106쪽
- 오일러 벽돌의 적어도 두 모서리는 4의 배수이다.[1]:106쪽
- 오일러 벽돌의 적어도 한 모서리는 11의 배수이다.[1]:106쪽

## 오일러 벽돌의 예시
가장 작은 오일러 벽돌은 1719년에 Paul Halcke가 발견하였으며, 모서리의 길이는 {\displaystyle (a,b,c)=(44,117,240)}이고 면대각선의 길이는 {\displaystyle (d,e,f)=(125,244,267)}이다. 아래는 오일러 벽돌의 다른 예시로, 왼쪽 괄호는 모서리, 오른쪽 괄호는 면대각선의 순서쌍이다.

모서리 길이가 1000 이하인 모든 오일러 벽돌

| ( | 85,  | 132,  | 720  | ) — ( | 157,  | 725,  | 732  | ) |
| ( | 140, | 480,  | 693  | ) — ( | 500,  | 707,  | 843  | ) |
| ( | 160, | 231,  | 792  | ) — ( | 281,  | 808,  | 825  | ) |
| ( | 187, | 1020, | 1584 | ) — ( | 1037, | 1595, | 1884 | ) |
| ( | 195, | 748,  | 6336 | ) — ( | 773,  | 6339, | 6380 | ) |
| ( | 240, | 252,  | 275  | ) — ( | 348,  | 365,  | 373  | ) |
| ( | 429, | 880,  | 2340 | ) — ( | 979,  | 2379, | 2500 | ) |
| ( | 495, | 4888, | 8160 | ) — ( | 4913, | 8175, | 9512 | ) |
| ( | 528, | 5796, | 6325 | ) — ( | 5820, | 6347, | 8579 | ) |

## 완벽한 오일러 벽돌

모서리가 a,b,c; 면대각선이 d,e,f; 입체대각선이 g인 완벽한 오일러 벽돌

완벽한 오일러 벽돌(영어: perfect Euler brick) 또는 완벽한 직육면체(영어: perfect cuboid)는 입체대각선의 길이가 자연수인 오일러 벽돌이다. 이는 기존의 오일러 벽돌의 디오판토스 방정식에 다음의 식을 추가하는 것과 같다. {\displaystyle g}는 입체대각선의 길이이다.
{\displaystyle a^{2}+b^{2}+c^{2}=g^{2}}
2020년 10월 기준으로, 완벽한 오일러 벽돌의 예시 또는 오일러 벽돌이 존재하지 않는다는 증명은 나오지 않았다.
컴퓨터 계산 결과, 완벽한 오일러 벽돌이 존재한다면 다음의 조건을 만족해야 한다.
- 홀수인 모서리의 길이가 2.5×1013보다 크다.[3]
- 가장 작은 모서리의 길이가 5×1011보다 크다.[3]

또한 합동 산술에 의해 모서리의 길이가 서로소인 완벽한 오일러 벽돌은 다음의 조건을 만족해야 한다.
- 한 모서리와 두 면대각선, 입체대각선은 홀수이고, 다른 한 모서리와 다른 한 면대각선은 4의 배수이며, 나머지 한 모서리는 16의 배수이다.
- 두 모서리는 3의 배수이고, 이중 적어도 한 모서리는 9의 배수이다.
- 한 모서리는 5의 배수이다.
- 한 모서리는 7의 배수이다.
- 한 모서리는 11의 배수이다.
- 한 모서리는 19의 배수이다.
- 한 모서리 또는 입체대각선은 13의 배수이다.
- 한 모서리나 한 면대각선 또는 입체대각선은 17의 배수이다.
- 한 모서리나 한 면대각선 또는 입체대각선은 29의 배수이다.
- 한 모서리나 한 면대각선 또는 입체대각선은 37의 배수이다.
- 입체대각선은 소수의 거듭제곱이나 반소수가 아니다.[5]:566쪽
- 입체대각선은 4로 나눈 나머지가 1인 소인수만을 포함한다.[5]:566쪽[6]

## 완벽한 평행육면체
완벽한 평행육면체(영어: perfect parallelepiped)는 모든 모서리와 면대각선, 입체대각선의 길이가 정수인 평행육면체이다. 완벽한 오일러 벽돌은 완벽한 평행육면체의 특수한 경우이다. 2009년에 완벽한 평행육면체의 예시가 발견되었다. 가장 작은 평행육면체는 모서리는 271, 106, 103; 짧은 면대각선은 101, 266, 255; 긴 면대각선은 183, 312, 323; 입체대각선은 374, 300, 274, 272의 길이를 가진다.

## 참고 문헌
- Leech, John (1977). “The Rational Cuboid Revisited”. 《American Mathematical Monthly》 84 (7): 518–533. doi:10.2307/2320014. JSTOR 2320014.
- Shaffer, Sherrill (1987). “Necessary Divisors of Perfect Integer Cuboids”. 《Abstracts of the American Mathematical Society》 8 (6): 440.
- Guy, Richard K. (2004). 《Unsolved Problems in Number Theory》. Springer-Verlag. 275–283쪽. ISBN 0-387-20860-7.
- Kraitchik, M. (1945). “On certain rational cuboids”. 《Scripta Mathematica》 11: 317–326.
- Roberts, Tim (2010). “Some constraints on the existence of a perfect cuboid”. 《Australian Mathematical Society Gazette》 37: 29–31. ISSN 1326-2297.

## 같이 보기
- 수학의 미해결 문제 목록
- 피타고라스 삼조